# Mistaria
Mistaria es un género de arañas araneomorfas de la familia Agelenidae.

## Especies
- Mistaria fagei (Caporiacco, 1949)
- Mistaria jaundea (Roewer, 1955)
- Mistaria jumbo (Strand, 1913)
- Mistaria keniana (Roewer, 1955)
- Mistaria kiboschensis (Lessert, 1915)
- Mistaria kiwuensis (Strand, 1913)
- Mistaria lawrencei (Roewer, 1955)
- Mistaria leucopyga (Pavesi, 1883)
- Mistaria longimamillata (Roewer, 1955)
- Mistaria moschiensis (Roewer, 1955)
- Mistaria mossambica (Roewer, 1955)
- Mistaria nairobii (Caporiacco, 1949)
- Mistaria nyassana (Roewer, 1955)
- Mistaria nyeupenyeusi G. M. Kioko & S. Q. Li, 2018
- Mistaria teteana (Roewer, 1955)
- Mistaria zorica (Strand, 1913)
- Mistaria zuluana (Roewer, 1955)